# Mistrzostwa Świata Strongman 1997
Mistrzostwa Świata Strongman 1997 – doroczne, indywidualne zawody siłaczy.

## Rundy kwalifikacyjne
Data: 2, 3, 4, 5 października 1997 r.
Do finału kwalifikuje się dwóch najlepszych zawodników z każdej grupy.
Do finału zakwalifikowali się dodatkowo, z pominięciem rund kwalifikacyjnych, zwycięzcy Mistrzostw USA Strongman 1997: Mark Philippi (Mistrz) i Harold Collins (Wicemistrz).
Grupa 1
| Miejsce | Zawodnik             | Kraj        | Punkty |
| ------- | -------------------- | ----------- | ------ |
| 1.      | Svend Karlsen        | Norwegia    | 21     |
| 2.      | Torfi Ólafsson       | Islandia    | 16     |
| 3.      | Magnús Ver Magnússon | Islandia    | 15     |
| 4.      | Regin Vágadal        | Wyspy Owcze | 13,5   |
| 5.      | Joe Onosai           | Samoa       | 11     |
| 6.      | Brian Bell           | Szkocja     | 7,5    |

Grupa 2
| Miejsce | Zawodnik           | Kraj      | Punkty |
| ------- | ------------------ | --------- | ------ |
| 1.      | Raimonds Bergmanis | Łotwa     | 18,5   |
| 2.      | Derek Boyer        | Fidżi     | 17,5   |
| 3.      | Riku Kiri          | Finlandia | 17,5   |
| 4.      | Russ Bradley       | Anglia    | 16     |
| 5.      | Jewgienij Popow    | Bułgaria  | 10,5   |
| 6.      | Jean-Luc Moalli    | Francja   | 4      |

Grupa 3
| Miejsce | Zawodnik          | Kraj              | Punkty            |
| ------- | ----------------- | ----------------- | ----------------- |
| 1.      | Magnus Samuelsson | Szwecja           | 20                |
| 2.      | Heinz Ollesch     | Niemcy            | 19                |
| 3.      | Gerrit Badenhorst | Południowa Afryka | 16                |
| 4.      | Berend Veneberg   | Holandia          | 10 (kontuzjowany) |
| 4.      | Paul Lepik        | Estonia           | 10                |
| 6.      | Ginaud Dupuis     | Kanada            | 8                 |

Grupa 4
| Miejsce | Zawodnik           | Kraj      | Punkty |
| ------- | ------------------ | --------- | ------ |
| 1.      | Flemming Rasmussen | Dania     | 20     |
| 2.      | Jouko Ahola        | Finlandia | 18     |
| 3.      | Robert Weir        | Anglia    | 16     |
| 4.      | Bill Lyndon        | Australia | 15     |
| 5.      | Michael Abdullah   | Japonia*  | 9      |
| 6.      | Bernard Rolle      | Bahamy    | 6      |

- Michael Abdullah pochodzi z Libanu, ale na Mistrzostwach Świata Strongman reprezentuje Japonię.

## Finał
FINAŁ - WYNIKI SZCZEGÓŁOWE
Data: 10, 11, 12, 13 października 1997 r.

Miejsce: Primm (stan Nevada)  Stany Zjednoczone
| Miejsce | Zawodnik           | Kraj              | Punkty            |
| ------- | ------------------ | ----------------- | ----------------- |
| 1.      | Jouko Ahola        | Finlandia         | 61                |
| 2.      | Flemming Rasmussen | Dania             | 57                |
| 3.      | Magnus Samuelsson  | Szwecja           | 52,5              |
| 4.      | Torfi Ólafsson     | Islandia          | 45,5              |
| 5.      | Raimonds Bergmanis | Łotwa             | 44,5              |
| 6.      | Heinz Ollesch      | Niemcy            | 43,5              |
| 7.      | Mark Philippi      | Stany Zjednoczone | 40,5              |
| 8.      | Svend Karlsen      | Norwegia          | 33 (kontuzjowany) |
| 9.      | Derek Boyer        | Fidżi             | 28,5              |
| 10.     | Harold Collins     | Stany Zjednoczone | 28 (kontuzjowany) |

## Nagrody
| Miejsce | Wysokość nagrody |
| ------- | ---------------- |
| 1.      | $ 25 000         |